# Kamener Kreuz

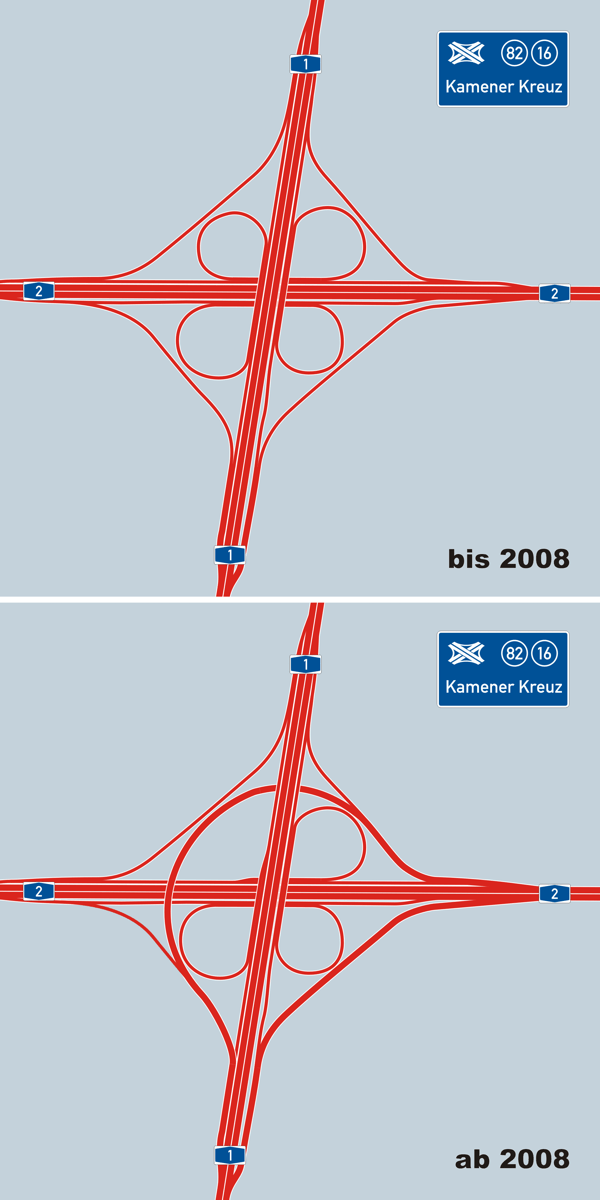
Bild på Kamen Kreuz som visar hur korsningen så ut till 2008 och efter

Kamener Kreuz (egentligen Autobahnkreuz Kamen) är en motorvägskorsning i Nordrhein-Westfalen, Tyskland. Korsningen förbinder motorvägarna A1 och A2 med varandra. Korsningen byggdes i fyrklöverstilen och var den andra i Tyskland i den stilen. Vägen byggs om under 2008 så att den får en ramp som direktansluter trafiken på A2 från Hannover och Berlin som ska vidare på A1 mot Köln.